# Papež Hadrijan IV.
Papež Hadrijan IV.; rojen kot Nicholas Breakspear (ali: Breakspeare ali: Brekespere), papež katoliške Cerkve, * okrog 1100, Abbots Langley (Hertfordshire, Angleško kraljestvo); † 1. september 1159 (Anagni (Papeška država; Sveto rimsko cesarstvo).

## Življenjepis
Hadrijan IV. je bil edini Anglež na papeškem prestolu.. Rojen je bil najverjetneje na farmi Breakspear v župniji Abbots Langley, Hertfordshire v Angliji; v šolo je začel hoditi v opatijski župnijski šoli v St. Albansu.
Letopisi omenjajo, da je družina po imenu Brekespere ali Breakspear živela tukaj leta 1317, pa tudi prej. Hiša je ostala v družinski posesti do 1430. Omenjena so imena Hadrijan (Adrian), Nikolaj (Nicholas) in Robert. Lahko razumemo, da je zaradi revščine Robert Breakspear, oče prihodnjega papeža, ki je bil mlajši brat v Breakspearovi družini, zapustil rodno hišo in odšel v Abbot’s Langley. Poleg Nikolaja je imel še enega sina in če on ni mogel preživljati svojega odličnega sina, sta ga njegov brat in mati mogla; po Nikolajevi smrti pa je njegova mati preživljala stara leta v bolečini in osamljenosti. 
Nikolajev oče Robert je – s soglasjem svoje žene – vstopil v benediktinski samostan in postal menih v St. Albansu. Zamislil si je, da ga mora Nikolaj spremljati v njegovi odločitvi in ga je pripeljal s seboj. Ko pa je prišel čas, da bi ga opat moral sprejeti, so ga odslovili kot neprimernega za učenje; ali je bil len ali pa je bila njegova pamet počasna za dojemanje. Opat ga je spodbujal, naj potrpi in ostane v šoli, dokler ne bo bolj napredoval. Oče pa s sinom ni bil zadovoljen in ga je brez usmiljenja nagnal iz opatije. Ko je bil prepuščen samemu sebi, se je v težki stiski napotil v Francijo. 
Čez nekaj časa se je živahni mladenič umiril ter celo uspešno napredoval v šoli v Parizu okrog 1125. Učil ga je neki šolnik Marianus ki ga je tudi kot papež omenjal z velikim spoštovanjem. Nato je popotoval od kraja do kraja in se končno ustalil v samostanu svetega Rufa (Sanctus Rufus) blizu Avignona, ki je pripadal redu regularnih kanonikov avguštincev. Ko je postal papež, je on sam prenesel ta samostan v Valence. V tem samostanu je oblekel njihov habit, in ker »je bil osebno uglajen, prijeten v občevanju, pameten v pogovoru in pripravljen ubogati, si je pridobil naklonjenost vseh; več let je čisto točno izpolnjeval pravila in se podrejal redovni disciplini«. 
Angleški zgodovinarji nadaljujejo: 
»Ker je imel odlične sposobnosti in je tekoče govoril, je bil zavzet s stalnim in neprenehnim učenjem, da bi si pridobil še večjo znanost in zgovornost; tako so ga po smrti opata Viljema II. 1137 sobratje enodušno in stvarno izvolili za svojega predstojnika opata. Ko jim je predsedoval nekaj časa, in ko je neizprosno in dosledno zahteval izvrševanje redovnih pravil, so postali nejevoljni, da imajo za predstojnika strogega tujca ter so postali neubogljivi in nasproti njemu celo sovražni. Kolikor bolj so ga prej imeli radi, toliko bolj so postajali nanj jezni; nazadnje so ga tožili pri Apostolskem sedežu. Ko je Evgen blagega spomina zvedel za obtožbe teh upornih otrok zoper svojega očeta, in mu ni ostalo skrito, kako modro in zmerno se je branil, se je potrudil, da bi jih umiril, ter jih je odpustil v prijateljstvu. Vendar hudič, ki nikoli ne pozna počitka, ni dolgo miroval, in nevihta je oživela s podvojeno vihro. To je 1146 ponovno vznemirilo samega blaženega pontifika. Pobožno in modro je zaslišal obe strani, in dejal: »Jaz vem, moji bratje, kje ima satan svoj sedež; vem, da on spodbuja to nevihto med vami. Pa naj vam bo! Izvolite si predstojnika, s katerim boste mogli živeti oziroma raje, katerega hočete, da boste le živeli v miru in vas ta zadeva ne bo več vznemirjala.« 
Ko je papež odpustil sobrate, je njihovega opata postavil v službo sv. Petra in ga posvetil za albanskega škofa, najbrž 1148, vsekakor pa pred 30. januarjem 1150, ko prvič na uradnih listinah beremo njegov podpis: Ego Nicolaus Albanensis episcopus subscrivisti vse do njegovega odhoda na Norveško. 
On je bil drugi znani angleški kardinal, saj prvi znani angleški kardinal, Robert Pulley, ki je bil kancler Apostolskega sedeža, najbrž še ni umrl pred 1150. Stari letopisec Fuller omenja, da se je tako primerilo, da je »tisti, ki so ga zavrnili, da bi bil Monachus Albanensis v Angliji, postal Episcopus Albanensis v Italiji«. Tedaj je zamenjal belo obleko in raševino pravil Sv. Rufa za škrlat in mehko platno kardinala.
Naslednja leta je deloval kot papeški legat v Skandinaviji, ker je bil vešč germanskih jezikov. V Lingköpingu je sklical sinodo, Uppsalo na Švedskem povzdignil v metropolijo, leta 1152 pa ustanovil za norveško škofijo s sedežem v Drontheimu. Ko se je vrnil v Rim, ga je Anastazij sprejel z velikim spoštovanjem.

## Papež
Njegovi veliki uspehi na evropskem severu so vplivali na kardinale, da so ga takoj po Anastazijevi smrti soglasno 4. decembra 1154 izvolili za papeža; naslednjega dne je prevzel rimsko škofijo in papeško ime Hadrijan IV.

### Arnoldov konec
Rim so še vedno pretresali nemiri, ki so jih podžigale pridige odpadlega meniha Arnolda Brešijskega zoper cerkveno hierarhijo, ki je ni priznaval; pridigal je namreč 'revno' Cerkev brez posesti. V Rimu je vladalo takrat vsesplošno nasilje in papež se je moral zapreti v vatikanski grad; njegovega kardinala Gvidona so prevratniki umorili na Via Sacra in papež je izrekel nad mestom Rimom – prvič v njegovi zgodovini – kazen  interdikta, kar pomeni prepoved opravljanja cerkvenih obredov. To je ljudi streznilo. Ko so vrata rimskih cerkva ostala zaprta celo za Veliki teden in Sveto tridnevje, je ljudstvo začelo godrnjati. Senat je papeža prosil za odvezo. Hadrijan je bil na to pripravljen le pod pogojem, da Arnolda in njegove privržence izženejo iz mesta, kar se je nato tudi zgodilo. Cerkve so zopet odprle svoja vrata in papež je leta 1155 slovesno obhajal Veliko noč v Lateranu. 
Arnold je bežal proti severu, kjer ga je ujel Friderik I. Barbarossa. V znamenje naklonjenosti do papeža ga je izročil rimskim oblastem. 18. julija 1155 je papež Friderika Barbarosso kronal v Rimu pri Svetem Petru za cesarja; kmalu pa sta zaradi upora nezadovoljnih republiki naklonjenih Rimljanov oba morala bežati iz Rima. Arnolda Brešijskega je rimski mestni prefekt obsodil na smrt, ga dal obesiti in truplo sežgati; njegov pepel so raztrosili po Tiberi, da bi ga fanatični privrženci ne častili kot relikvije. 

### Politični zapleti
Proti koncu življenja so se odnosi med odločnim papežem in svojeglavim mladim cesarjem hudo poslabšali. Cesar je zavzemal severno-italijanska mesta in po njih ter po krajih pod svojo oblastjo postavljal sebi naklonjene škofe. Papež, ki se je iz nemirnega Rima umaknil v Benevento, kjer je sklenil obrambno zvezo z normanskim kraljem Viljemom, je hotel Friderika sicer izobčiti, vendar ga je pri tem prehitela smrt.
Celo življenje je ravnal odločno in preudarno - na koncu je umrl v izgnanstvu. 

## Smrt in spomin
Papež Hadrijan je za infarktom nenadoma umrl v Anagniju 1. septembra 1159. Njegove posmrtne ostanke so prenesli v Rim, kjer so ga pokopali v Baziliki svetega Petra v Vatikanu. K počitku so ga položili v starokrščanski sarkofag.

Pred smrtjo je svojo staro in obubožano mater v Angliji priporočil v oskrbo canterburyjski cerkvi.

### Spomin v Hertfordshiru
Med skupino sodobnih hiš v vasi Bedmond blizu St Albansa je majhna plošča, ki označuje mesto kot njegov rojstni kraj, ki je bil v preteklosti v župniji Abbots Langley. Danes se vas ponaša z več ulicami poimenovanimi po njem, vključno s Popes Road (Papeževo ulico), Adrian Road (Hadrijanovo ulico) in Breakspeare Road (Breakspearovo ulico).
V St Albansu obstaja tudi Nicholas Breakspear Catholic School, in Breakspear Primary School v Ickenhamu, blizu Uxbridga.

### De rure albo
Malahijeva prerokba pravi o njem, da izhaja Iz belega podeželja (latinsko De rure albo; angleško From the white countryside). Temu sledi razlaga, da je Skromno rojen v mestu Sv. Albana (latinsko Vilis natus in oppido Sancti Albani; angleško Humbly born in the town of St Albans). Ta opomba se najverjetneje nanaša na rojstni kraj Hadrijana IV. blizu St Albansa, Hertfordshire..